# 포드 F-150
포드 F-150은 미국의 자동차 회사인 포드에서 만드는 픽업 트럭이다. 1973년에 새로이 출시된 차종이다.

## 설명
포드 F-150은 1973년에 처음으로 출시된 이후로 꾸준히 세대 교체가 있던 차종이다. 2024년에 생산되는 포드 F-150은 14세대의 차량이 된다. 포드 F-150은 주로 미국의 험로 주행에 사용되기에 후륜구동 방식을 기초로 한 4륜구동으로 운행되며 그외에 화물칸을 이용한 생계형 영업용으로 운행되기도 한다. 대한민국에서도 정식으로 수입되어 운행하는 차종 중에 하나이며 미국에서는 경찰차로도 사용되는데 포드 F-150의 경찰차 사양은 포드 F-150 폴리스 리스폰더라는 이름으로 불린다. 미국에서는 주로 도로 포장율이 좋지않은 외지의 지역에서 경찰차로 사용하며 일반적인 도시에서는 포드 익스플로러의 경찰차 사양인 포드 폴리스 인터셉터 유틸리티를 운용한다.

## 같이 보기
- 포드
- 픽업 트럭